# Grant (Contea di Shawano, Wisconsin)
Grant è un comune degli Stati Uniti, situato in Wisconsin, nella Contea di Shawano.